# Кійко Орест Антонович
Орест Антонович Кійко (15 травня 1965, місто Львів), завідувач кафедри технології меблів та виробів з деревини ННІ деревооброблювальних технологій і дизайну (раніше - технологічного факультету) Національного лісотехнічного університету України, доктор технічних наук, професор.

## Біографія
Народився 15 травня 1965 року в м. Львові. У 1979 році закінчив з відзнакою Львівський лісотехнічний інститут (тепер — Національний лісотехнічний університет України) за спеціальністю «Технології деревообробки», отримавши кваліфікацію інженера-технолога .
Кандидатську дисертацію на тему «Підвищення ефективності шліфування деревини бука жорстко-пружними абразивними інструментами» захистив у 1995 році.
У 2008 р. захистив докторську дисертацію на тему «Науково-технічні основи процесу калібрування-шліфування деревинностружкових плит жорстким абразивним інструментом».
Вчене звання доцента присвоєно у 1997 році, професора — у жовтні 2010 року.
У 1994–1996 — працював науковим співробітником Львівського лісотехнічного університету, м. Львів.
Викладацьку діяльність почав у 1996  на посаді асистент кафедри технології виробів з деревини львівського лісотехнічного університету, м. Львів.
З 2001 по даний час — завідувач кафедри технології меблів та виробів з деревини Національного лісотехнічного університету України

## Наукова та педагогічна діяльність
Основна педагогічна діяльність пов'язана із підготовкою фахівців за напрямами «Деревооброблювальні технології». Викладає дисципліни: «Технологія виробів з деревини», «Наукові дослідження в деревообробці», «Технологія корпусних меблевих виробів», «Кластерний підхід і кластерний аналіз у лісовому секторі», «Статистичні методи підвищення якості продукції деревооброблення»
Є співавтором розроблення навчальних планів і програм для підготовки бакалаврів та магістрів за напрямом "Деревооброблювальні технології. Бере участь у роботі державних комісій з атестації та акредитації.
Основними напрямами наукової діяльності Кійка О. А. є вдосконалення процесу шліфування деревини і деревинних матеріалів абразивними інструментами, кластерний аналіз у лісовому секторі. Наукова діяльність тісно пов'язана із виробництвом.
Член спеціалізованої вченої ради із захисту докторських дисертацій за спеціальністю «Технологія деревообробки, виготовлення меблів та виробів з деревини».
Під його керівництвом захищені дві кандидатські дисертації.

## Основні праці
За період науково-педагогічної діяльності вчений опублікував понад 180 наукових праць у вітчизняних і зарубіжних виданнях.
Серед них:
- Кійко О. А. Калібрування-шліфування деревностружкових плит жорсткими абразивними інструментами [Архівовано 7 квітня 2014 у Wayback Machine.]. монографія — Львів: Панорама, 2005. — 204с.
- Аналітик, помножений на кріейтора [Архівовано 15 квітня 2014 у Wayback Machine.] - «Дзеркало тижня. Україна», №26, 2004.
- Меблева промисловість: проблеми росту через призму освіти — всеукраїнська галузева газета «Деревообробник», № 5, 2006 р.
- Стан та перспективи виробництва меблів в Україні — журнал для виробників меблів «Меблеві технології», 2006, № 10(31) , 2006 р.
- Кластерний аналіз — потужний інструмент чи просто чергова модна концепція? — всеукраїнська галузева газета «Деревообробник», № 24 (162), 2006 р.
- Вибір шляху розвитку меблевої промисловості України — журнал для виробників меблів «Меблеві технології», 2007, № 3(34)
- Чи проковтне «східний тигр» українську «меблеву мишку» ? — Дзеркало тижня. № 26 (655), 2007 р.
- Проблеми інноваційної діяльності у меблевій промисловості України — журнал «Про меблі», № 4 (29), 2007 р.
- Кластерний аналіз лісового сектору Карпатського регіону України та рекомендації для кластерного менеджменту, заключний звіт[недоступне посилання з липня 2019] — Наукове видання, 312 с. — 2008.

## Нагороди
За вагомий внесок у підготовку фахівців професор Кійко О. А. нагороджений Почесними грамотами Національного лісотехнічного університету України, Почесними грамотами міських голів м. Києва й м. Львова та іншими відзнаками.